# Cartoon Network (Pakistan)
Pour les articles homonymes, voir Cartoon Network (homonymie).
Cartoon Network Pakistan est une chaîne de télévision spécialisée créée le 2 avril 2004 par Turner Broadcasting, filiale de la Warner Bros. Discovery, diffusant principalement des programmes d'animation. Les programmes suivent l'heure du pays (+5 GMT) ; il y a aussi un décalage horaire d'une heure (+6 GMT) pour les diffusions au Bangladesh.

## Histoire

Ancien logo de Cartoon Network (2004-2005), mais toujours en utilisation suivant les programmes des studios Cartoon Network à l'étranger.

Cartoon Network (Pakistan), créée le 2 avril 2004, est une chaîne affiliée à Cartoon Network et dédiée aux téléspectateurs pakistanais. Les programmes sont pratiquement les mêmes que ceux de la chaîne Cartoon Network (Inde) à l'exception de certaines émissions, du décalage horaire et des publicités.

### 2005-2008
En 2005, le logo de Cartoon Network est remplacé pour laisser place au nouveau logo 'CN', référence de la chaîne. En 2006, de nouveaux dessins animés font leur apparition, notamment Robotboy, Juniper Lee et Camp Lazlo. Leur diffusion continue jusqu'en 2008.

### Depuis 2008
Le 1er septembre 2008, des changements mineurs ont été effectués incluant la série télévisée des Goodies et la présentation de la chaîne.

## Programmes
Cartoon Network Pakistan est disponible en anglais et en hindi. La chaîne diffuse un nombre de séries populaires incluant des dessins animés et des animes. Les émissions classiques des studios de Hanna-Barbera comme Les Pierrafeu et les SWAT Kats ont été retirées de la diffusion depuis la création de la chaîne de télévision Boomerang. Boomerang n'est actuellement pas une chaîne diffusée au Pakistan.
Cartoon Network Pakistan ne dispose pas de version hindi concernant les nouvelles émissions telles que Chowder. Même sur la chaîne diffusée en Inde, celle-ci n'est doublée qu'en anglais.

### Toonami
L'émission Toonami dédiée aux animes a été lancée le 2 avril 2004, au moment de la création de la chaîne. Toonami était l'émission la plus appréciée des enfants grâce à ses nombreuses séries. D'après un récent sondage, les 10-18 ans regardent quotidiennement le blog officiel de l'émission (du lundi au vendredi). Le blog de Toonami contient plus d'informations. À l'origine, l'émission était diffusée durant deux heures incluant les séries de Pokémon, Duel Masters, Beyblade et surtout Digimon. Récemment, Digimon Savers' a remplacé Dragon Ball Z et Pokémon DP ; Galactic Battles a remplacé SWAT Kats à cause du décalage horaire.
Actuellement[Quand ?], le blog inclut les épisodes de Pokémon DP: Galactic Battles, Blue Dragon, Dragon Ball Z, Digimon Savers et Bakugan Battle Brawlers. Le 11 septembre, le blog a été transformé en un blog plus amusant et tout en animations 3D.
Cartoon Network a cessé la diffusion de Toonami le 8 mars 2010 pour des raisons inconnues.

### Boomerang
La chaîne Boomerang est originellement affiliée à la chaîne de Cartoon Network. La chaîne est spécialisée dans la diffusion de dessins animés classiques d'Hanna-Barbera. Boomerang n'est actuellement pas une chaîne diffusée au Pakistan. Cependant, une émission de deux heures à peu près similaire est diffusée sur la chaîne Cartoon Network Pakistan.
Elle référence Popeye, Johnny Bravo, Les Jetson, et Tom et Jerry. La chaîne était aussi une tentative pour réintégrer les dessins animés classiques comme Les Pierrafeu, Les Jetsons, Scooby-Doo, Yogi l'ours et d'autres séries qui ont été retirées de l'antenne pour laisser place à de nouvelles séries culte telles que Courage, le chien froussard, Samouraï Jack, Billy et Mandy, aventuriers de l'au-delà et plus récemment les Teen Titans. Mais, à cause d'une baisse d'audience, les séries ont été remplacées par Johnny Bravo et Tom et Jerry.
Aujourd'hui[Quand ?], la chaîne a été remplacée par une autre nommée POGO.